# Кроссфілд
Кроссфілд (англ. Crossfield) — містечко в Канаді, у провінції Альберта, у складі муніципального району Рокі-В'ю.

## Населення
За даними перепису 2016 року, містечко нараховувало 2983 особи, показавши зростання на 4,6%, порівняно з 2011-м роком. Середня густина населення становила 249,3 осіб/км².
З офіційних мов обидвома одночасно володіли 110 жителів, тільки англійською — 2 865, а 10 — жодною з них. Усього 120 осіб вважали рідною мовою не одну з офіційних, з них 5 — українську.
Працездатне населення становило 1 725 осіб (74,5% усього населення), рівень безробіття — 13,3% (14,7% серед чоловіків та 11,7% серед жінок). 86,7% осіб були найманими працівниками, а 12,2% — самозайнятими.
Середній дохід на особу становив $56 099 (медіана $43 712), при цьому для чоловіків — $71 618, а для жінок $39 885 (медіани — $59 712 та $30 512 відповідно).
31,3% мешканців мали закінчену шкільну освіту, не мали закінченої шкільної освіти — 17,9%, 50,5% мали післяшкільну освіту, з яких 19,2% мали диплом бакалавра, або вищий, 10 осіб мали вчений ступінь.
| Статево-вікова структура населення | Статево-вікова структура населення | Статево-вікова структура населення | Статево-вікова структура населення | Статево-вікова структура населення |
| ---------------------------------- | ---------------------------------- | ---------------------------------- | ---------------------------------- | ---------------------------------- |
|                                    |                                    |                                    |                                    |                                    |
| Всього                             | Всього                             | 50,9%49,1%                         |                                    |                                    |
| 0 — 14 років                       | 0 — 14 років                       |                                    | 21,2%                              | 21,2%                              |
| 15 — 64 років                      | 15 — 64 років                      |                                    | 65,6%                              | 65,6%                              |
| 65 і більше                        | 65 і більше                        |                                    | 13,2%                              | 13,2%                              |
| 85 і більше                        | 85 і більше                        |                                    | 1,7%                               | 1,7%                               |
| Середній вік (років)               | Середній вік (років)               | 38,039,0                           | 38,5                               | 38,5                               |
| Медіана (років)                    | Медіана (років)                    | 38,039,1                           | 38,6                               | 38,6                               |
| — чоловіки — жінки                 |                                    |                                    |                                    |                                    |

| Походження мешканців:     | Походження мешканців:     | Походження мешканців: | Походження мешканців: | Походження мешканців: |
| ------------------------- | ------------------------- | --------------------- | --------------------- | --------------------- |
| Походження                |                           |                       | осіб                  | %                     |
| Корінні американці        | Корінні американці        |                       | 245                   | 8.21%                 |
| Інше північноамериканське | Інше північноамериканське |                       | 955                   | 32.01%                |
| Європейське               | Європейське               |                       | 2 400                 | 80.46%                |
| британське                | британське                |                       | 1 760                 | 59%                   |
| французьке                | французьке                |                       | 310                   | 10.39%                |
| українське                | українське                |                       | 300                   | 10.06%                |
| Латинськоамериканське     | Латинськоамериканське     |                       | 40                    | 1.34%                 |
| Карибське                 | Карибське                 |                       | 10                    | 0.34%                 |
| Азійське                  | Азійське                  |                       | 60                    | 2.01%                 |

| Зайнятість населення за галузями (за класифікацією NOC): | Зайнятість населення за галузями (за класифікацією NOC): | Зайнятість населення за галузями (за класифікацією NOC): | Зайнятість населення за галузями (за класифікацією NOC): | Зайнятість населення за галузями (за класифікацією NOC): |
| -------------------------------------------------------- | -------------------------------------------------------- | -------------------------------------------------------- | -------------------------------------------------------- | -------------------------------------------------------- |
|                                                          |                                                          |                                                          |                                                          |                                                          |
| Управління                                               | Управління                                               |                                                          | 9,4%                                                     | 9,4%                                                     |
| Бізнес, фінанси та адміністрування                       | Бізнес, фінанси та адміністрування                       |                                                          | 17,9%                                                    | 17,9%                                                    |
| Природничі та прикладні науки                            | Природничі та прикладні науки                            |                                                          | 5,6%                                                     | 5,6%                                                     |
| Охорона здоров'я                                         | Охорона здоров'я                                         |                                                          | 3,2%                                                     | 3,2%                                                     |
| Освіта, правозахист, муніципальні та урядові служби      | Освіта, правозахист, муніципальні та урядові служби      |                                                          | 9,7%                                                     | 9,7%                                                     |
| Мистецтво, культура, відпочинок та спорт                 | Мистецтво, культура, відпочинок та спорт                 |                                                          | 1,5%                                                     | 1,5%                                                     |
| Роздрібна торгівля та послуги                            | Роздрібна торгівля та послуги                            |                                                          | 19,6%                                                    | 19,6%                                                    |
| Гуртова торгівля, транспорт та обладнання                | Гуртова торгівля, транспорт та обладнання                |                                                          | 26,4%                                                    | 26,4%                                                    |
| Природні ресурси, сільське господарство                  | Природні ресурси, сільське господарство                  |                                                          | 3,8%                                                     | 3,8%                                                     |
| Виробництво                                              | Виробництво                                              |                                                          | 2,6%                                                     | 2,6%                                                     |

## Клімат
Середня річна температура становить 3,1°C, середня максимальна – 21,5°C, а середня мінімальна – -17,5°C. Середня річна кількість опадів – 438 мм.
| Клімат поселення                              | Клімат поселення | Клімат поселення | Клімат поселення | Клімат поселення | Клімат поселення | Клімат поселення | Клімат поселення | Клімат поселення | Клімат поселення | Клімат поселення | Клімат поселення | Клімат поселення | Клімат поселення |
| Показник                                      | Січ.             | Лют.             | Бер.             | Квіт.            | Трав.            | Черв.            | Лип.             | Серп.            | Вер.             | Жовт.            | Лист.            | Груд.            |                  |
| Середній максимум, °C                         | −4,14            | −0,65            | 3,41             | 10,18            | 15,88            | 19,72            | 21,50            | 21,25            | 16,36            | 10,98            | 2,58             | −2,27            |                  |
| Середня температура, °C                       | −10,8            | −7,31            | −3,24            | 3,52             | 9,23             | 13,06            | 15,28            | 15,02            | 10,12            | 4,75             | −3,65            | −8,48            |                  |
| Середній мінімум, °C                          | −17,46           | −13,97           | −9,9             | −3,14            | 2,57             | 6,39             | 9,06             | 8,80             | 3,91             | −1,47            | −9,85            | −14,71           |                  |
| Норма опадів, мм                              | 14               | 11               | 19               | 26               | 57               | 84               | 73               | 60               | 49               | 17               | 15               | 13               |                  |
| Середньомісячна швидкість вітру, м/с          | 3.57             | 3.40             | 3.71             | 3.90             | 3.89             | 3.60             | 3.20             | 3.08             | 3.38             | 3.68             | 3.69             | 3.59             |                  |
| Середньомісячна сонячна радіація, кДж/м²·день | 3921             | 7406             | 12642            | 17152            | 20557            | 21960            | 22861            | 19446            | 13557            | 8124             | 4226             | 3024             |                  |
| --------------------------------------------- | ---------------- | ---------------- | ---------------- | ---------------- | ---------------- | ---------------- | ---------------- | ---------------- | ---------------- | ---------------- | ---------------- | ---------------- | ---------------- |
| Джерело:                                      |                  |                  |                  |                  |                  |                  |                  |                  |                  |                  |                  |                  |                  |